# Le Bruit marron
Le Bruit marron (World Wide Recorder Concert en version originale) est le dix-septième et dernier épisode de la troisième saison de la série animée South Park, ainsi que le 48e épisode de l'émission.

## Synopsis
Un énorme concert de flûtes à bec dirigé par Yoko Ono et réunissant les enfants de tous les États-Unis doit se dérouler à Oklahoma City, et les enfants de South Park doivent y participer. Pendant la dernière répétition avant le départ, M. Mackey annonce que le concert est déplacé dans l'Arkansas, ce qui bouleverse M. Garrison. De son côté, Cartman essaye de trouver le bruit marron, un étrange son qui aurait pour effet de provoquer un relâchement des sphincters de celui qui le perçoit...

## Mort deKenny
Après l'émission du bruit marron, les sphincters de Kenny deviennent incontrôlables et il défèque jusqu'à en mourir. Cependant cette mort n'est pas montrée, seulement mentionnée par un journaliste. Ensuite, on voit son cadavre mangé par les rats. Malgré cela, Kenny peut être vu plus tard dans le bus, vivant et bien portant.